# 相关市场
在競爭法裡，相關市場（relevant market）是指販賣特定產品或服務的一市場。相關市場包含「相關產品市場」與「相關地理市場」。歐盟執委會定義相關市場及其產品與地理部分如下：
1. 一相關產品市場為由所有被消費者因為產品特徵、價格及其預期用途等因素，而視為可交換或可替代之產品及/或服務所組成的市場。
2. 一相關地理市場為由提供供給產品或服務之相關公司所在，以及其競爭條件為有效同質之地區所組成的市場。

## 定義與使用
相關市場這個概念被用來識別於一產業內直接競爭的商品與事業。因此，相關市場為競爭發生所在之市場。競爭法相關條款的施行不可能不提及競爭發生所在之市場。公司能夠將其產品價格調高至偏離正常競爭水準多大的程度，取決於消費者購買可替代商品之可能性，以及供應此類產品之其他公司的能力。該產品越少可替代性及/或其他公司越難開始提供此類產品，該產品的需求曲線彈性就越少，且越有可能出現較高的價格。基於上述所有理由，有必要為依據法律施行的不同個案定義其相關市場。
相關市場包含所有可替代的產品與地區。這些產品與地區能對調查的產品與地理提供顯著的競爭上之約束。Bishop與Darcey於1995年提供一個有趣的指導原則，表示「相關市場是值得獨占的某個事物」；某種意義上，相關市場包含所有可替代的產品，並因此能控制該市場，讓獨占者能調高這些產品的價格至獨占水準，以獲取更高的利益。這只在該「市場」內的產品不會受到市場以外的產品的顯著競爭上約束時才有可能。
在美國，由美國司法部反托拉斯部門及聯邦貿易委員會所寫的一系統併購指引，具體列出分析及界定市場的多項方法。自1980年起來，美國司法部與聯邦貿易委員會即使用這些指引來說明法院於反托拉斯政策中採取更明確的經濟方法。
相關市場由一個產品或一組產品，以及這些產品生產及/或交易之地理區域所組成。因此，相關市場有兩個部分，產品市場及地理市場。

### 產品市場
相關產品市場可根據下述三個準則來決定：
1. 需求替代性。
2. 供給替代性。
3. 潛在競爭。

#### 需求替代性
需求替代性是指消費者會因產品的相對價格變化，而由一個產品轉移至另一產品。若消費者可以轉移至可替代的產品，或從其他地理的供應業者滿足其需求，調升價格就不太可能有利可圖。因此，有必要逐步將消費者最可能因相對價格調高而轉移的產品納入相關市場中，重復此一步驟，直到納入的一堆產品值得獨占為止。
當確認消費者的可能反應時，須注意應是「邊際消費者」的反應，而非「平均消費者」的。因此，當價格調漲時，有一小群且顯著數量的消費者（一般為5%至10%）會轉移至另一商品，即可被認為具有兩種產品可被界定為屬於同一相關市場之充分條件。因此，有一群消費者永遠不會因為相對價格調漲而轉移，並不必然可斷定該相關市場應被界定地如此狹窄。
確定需求替代性的可能程度，以及替代性是否意含不值得獨占，需要評估需求的價格彈性。這通常會使用SSNIP測試。

#### 供給替代性
有時，消費者端可能無法因價格調漲而作出任何反應，不過製造業者也可能會透過如增加其供給量等方式，滿足消費者的需求。若其他業者因應某一供應業者提供之產品的價格調漲，而將其生產設備轉換成製造那些被獨占的產品，供應量的增加可能會使任何試圖漲價的行為變得無利可圖。此時，這些具有供給替代性能力的業者也應被納入相關市場裡。

### 地理市場
地理市場是指有關產品之競爭條件對所有交易者均相同的地區。用來界定相關產品市場的因素也可能用來界定相關地理市場。
界定相關地理市場時應考量之因素包括有關產品之性質與特徵、進入門檻的存在、消費者偏好、事業在鄰近地理區域間市占率的差異，以及供應業者間價格與運輸成本水平的差異等。
競爭主管機關會注意運輸成本，因為高運輸成本可以解釋為何兩個地區間的交易在經濟上是不可行的。

## 另見
- 競爭法
- 聯邦貿易委員會
- 歐盟執委會
- 美國司法部反托拉斯部門
- 產業組織理論
- SSNIP